# Dying Light: The Following
Dying Light: The Following (укр. Згасаюче світло: Продовження) – пакет розширення для відеогри з відкритим ігровим світом від першої особи у жанрі survival horror – Dying Light. Гра була розроблена Techland, опублікована Warner Bros. Interactive Entertainment і випущена 9 лютого 2016 року для платформ Microsoft Windows, Linux, PlayStation 4 і Xbox One. Розширення додає нових персонажів, нову сюжетну кампанію, нову зброю  та нову механіку геймплею. Dying Light: The Following – Enhanced Edition включає в себе це розширення, оригінальну гру Dying Light та весь контент завантаження, випущений для оригінальної гри.

## Ігровий процес
Дивись також: ігровий процес Dying Light

В розширенні Dying Light: The Following гравці зможуть пересуватися ігровим світом на багі.

Гра має ігрову локацію, що вдвічі більша за попередню локацію Dying Light, Геймплей Dying Light: The Following схожий до основного, де інфіковані є повільними і тендітними в денний час, і стають агресивними і швидкими в нічний час. Гравці можуть використовувати рухи паркуру, такі як сходження уступами, підстрибування, ковзання, стрибки і зіплайн, переміщення між місцями і вбивства ворогів. Однією з нових можливостей є управління багі. Гравці можуть використовувати його, щоб швидко подорожувати світом гри і скошувати ворогів. Розширення має своє власне окреме дерево навичок, і зброю, зокрема шипи, вогнемети, УФ-світло, електричні клітки та інше оновлення, яке можна додати до багі, для збільшення його бойових можливостей. Продуктивність і ефективність багі залежна від впливу деяких чинників, наприклад, сили її підвіски, двигуна і гальм. Гравці також можуть вибирати одну з 40 різних форм фарбування для свого автомобіля, й повинні збирати паливо для того, щоб їх багі рухався.
Гра включає в себе кілька нових видів зброї, серед яких арбалет і безліч нових зразків вогнепальної зброї, таких як пістолети-кулемети і револьвери. Введено новий режим "Баунті", який розділяє місії на три категорії: "Базовий", "Щоденні місії", і "Спільнота". Місії й цілі, включені в цей режим, змінюються щодня. Гравці отримують бали досвіду при їх виконанні. Гра також має новий режим складності під назвою "Nightmare Mode", що розширює тривалість нічного часу, а також збільшує силу і здоров'я ворогів. Кожна дія, що проводиться в цьому режимі виснажує персонажа гравця. Гравці не зобов'язані завершувати основну гру до початку розширення, проте зміни в здібностях персонажа, які гравці заробляють у The Following, можна перенести в основну гру. Як і початкова версія, розширення підтримує режим кооперативного мультиплеєра з чотирма гравцями. Асиметричний режим розрахований на багато користувачів. Також присутній й режим "Be The Zombie" (укр. Бути зомбі).

## Сюжет

### Світ гри
Протагоніст Кайл Крейн (Kyle Crane) дізнається від особи, яка залишилася в живих, про існування групи сектантів, які проживають за межами зараженого, карантинного міста Харан, які ніби успішно контролюють вірус. В Башті закінчуються препарат Антизін (Antizin) і всі зусилля лікаря Камдейна в пошуках лікування все ще невдалі. Саме тому Крейн вирішує піти й дослідити наявність ймовірного імунітету.

### Події гри
Крейн прямує до сільської місцевості, де виявляє, що багато з тих, що залишилися в живих, були привернуті до релігійного культу під назвою Діти Сонця, що вони поклоняються Матері, яка, мабуть і є джерелом їхнього імунітету до вірусу. Для того, щоб заслужити довіру Культу і дізнатися більше про імунітет, Крейн вирішує допомагати тим хто вижив. Зрештою, один з Безликих, високопоставлених членів культу, наближається до Крейна і в приватному порядку визнає, що їхній імунітет досягається за допомогою спеціального еліксиру, який вони знайшли, але, як і Антизін, він тільки пригнічує інфекцію, а не лікує її повністю. Безликі також демонструють, що вони працюють над повним лікуванням, і обіцяють, що в обмін на допомогу Крейна, вони дадуть йому ліки для тих хто залишився в місті Харан.
Згодом Крейн отримує завдання допомоги людині на ім'я Атілла, який працює над важливим проектом для Матері. Атілла розповів Крейну, що Діти Сонця вірять в пророцтво, в якому один обраний воскресне, щоб стати пророком Бога Сонця і подолає інфекцію. Він також відкрив, що Мати це Жасмин, дружина місцевого військового полковника, який брав участь в експериментах, (що й викликали спалах), але був укушений під час епідемії. Перш ніж заразитися, полковник надав Атіллі секретний код, яким той поділився з Крейном. Пізніше Атілла здійснює ритуальне самогубство в спробі викликати пророцтво, але нічого не відбувається. Крім того, Крейн виявляє, що на пошуки ліків до поселення вирушив не лише він, а й залишки банди Раїса. Головорізи Раїса організовують напад на базу Матері в сусідній греблі, але коли Крейн туди прибуває, то знаходить мертвими як Безликих, так і бандитів.
В приміщені греблі Крейн знаходить Матір і виявляє, що вона перетворилась на чутливу нестабільну. Вона розповідає, що гребля була секретним військовим об'єктом, в якому містилася спеціальна хімічна речовина. Однак, замість того, щоб бути ліками проти вірусу, цей еліксир повільно перетворює того, хто його використовує, на чутливого нестабільного, як це й сталося з самою Матір'ю. Протягом дня вона може зберігати свої розумові людські здібності й набула телепатичних для спілкування, але в нічний час стає некерованим диким чудовиськом. Мати доводить Крейну, що єдиний спосіб зупинити інфекцію це викликати Бога Сонця, щоб очистити землю, жертвуючи всім, в тому числі й Харраном. У цей момент Крейн може обрати, або прислухатись до Матері, або ігнорувати її.

### Фінали
Якщо Крейн вирішить ігнорувати Матір і кинути їй виклик, то буде змушений пити еліксир і боротися з нею, але зрештою переможе і вб'є її. Перебуваючи під впливом еліксиру, Крейн залишить греблю і виявить себе в населеній області, здавалося б, поза карантином, але з жахом усвідомить, що еліксир вже перетворив його на чутливого нестабільного. У сутінках інфікований Крейн видасть дикий, розпачливий крик, яким приверне увагу випадкових дітей і їхньої матері, що з жахом його помітять.
Якщо Крейн вирішить прислухатись до Матері, то вона приведе його до ядерної боєголовки, яка була тут від самого початку як пересторога для стримування можливого спалаху. Крейн вводе код Атілли, призначений для активації боєголовки, імовірно, руйнуючи цим все: і поселення, і Харран, вбиваючи як заражених, так і тих хто вижив, разом з вірусом.

## Розробка
The Following був розроблений Techland і виданий Warner Bros. Interactive Entertainment. За словами провідного дизайнера Мацея Бінковські (Maciej Binkowski), команда вирішила реалізувати багі в The Following, бо як вони вважали, це була «фантазія» в жанрі зомбі, і вони упустили таку можливість при розробці базової гри. Процес реалізації розширення був описаний як «жорсткий», оскільки вони повинні були забезпечити, щоб нова система функціонально працювала з іншими ігровими механіками, передусім з системою паркуру. Команда розробників врахувала відгуки і пропозиції гравців щодо першого Dying Light і вирішила додати найбільш затребувані функції, зокрема новий сюжет і нову вогнепальну зброю. Нова кампанія триває, принаймні, десять годин, і зосереджена навколо теми «таємниці». Геймплейні елементи в The Following спочатку були запозичені з оригінальної Dying Light, але пізніше були відкинуті оскільки основна гра ставала занадто великою для команди, щоб впоратися. За словами Бінковські, розвиток та розширення тривав після виходу першої гри, і численні поліпшення були внесені як в систему паркуру і анімації, так і штучного інтелекту і графіки.
У травні 2015 року Techland заявили, що призупинили розробку відеогри Hellraid, щоб дозволити студії виділити час і ресурси для зосередження на розвитку франшизи Dying Light. Techland інтригувала появою гри 23 липня 2015 року, що на тиждень раніше від офіційного оголошення. Для того, щоб продемонструвати збільшення розмаху і масштабів розширення, Techland, підняла ціну на гру 25 листопада 2015 року. Попри те, що гру можна було придбати окремо, її також включили в Dying Light: The Following – Enhanced Edition, що містить The Following з основною грою та всім її контентом завантаження. Гравці оригінальної гри мали можливість оновитись до Enhanced Edition безкоштовно. Ця функція також була безкоштовною для гравців, які придбали базову гру через Season Pass (сезонний абонемент). Enhanced Edition з’явився 9 лютого 2016 року.

## Відгуки
| Агрегатор    | Оцінка                                 |
| ------------ | -------------------------------------- |
| GameRankings | (PC) 79.19% (PS4) 79.94% (XONE) 85.70% |
| Metacritic   | (PC) 79/100 (PS4) 78/100 (XONE) 86/100 |

| Видання  | Оцінка |
| -------- | ------ |
| GameSpot | 8/10   |

Dying Light: The Following в цілому отримав позитивні відгуки від критиків, зібравши 78/100 на Metacritic, і 79,94 % на GameRankings.
Кевін Дансмор (Kevin Dunsmore) з Hardcore Gamer дав грі 4 з 5 балів, сказавши, що «The Following розкривають Dying Light значно виразніше, даючи можливість шанувальникам весело пускати слину». Скотт Баттерворт (Scott Butterworth) від GameSpot оцінив гру на 8/10 кажучи: «The Following розвиває Dying Light, додаючи нову суттєву механіку, яка доповнює або навіть змінює обрамлення знайомих елементів геймплею».